# Son Excellence est restée dîner
Pour plus de détails, voir Fiche technique et Distribution.
Son Excellence est restée dîner (Sua Eccellenza si fermò a mangiare) est une comédie italienne réalisée par Mario Mattoli, sortie en 1961.

## Synopsis
À Rome, dans les années 1930, Biagio Tanzarella est un escroc qui se fait passer pour le médecin personnel de Benito Mussolini. À la suite d'un quiproquo sur sa fausse identité, il est invité à une réception de la comtesse Bernabei qui souhaite pistonner son fils Ernesto en le présentant à ce dernier et à un ministre du gouvernement de Mussolini. Biagio accepte l'invitation dans l'unique but de faire chanter Ernesto dont il connaît l'infidélité. En effet, il trompe son épouse Silvia avec une femme plus âgée qu'elle, Lauretta. Machiavélique, Biagio arrive à la soirée avec Lauretta et la présente comme étant sa femme.

## Fiche technique
- Titre original : Sua Eccellenza si fermò a mangiare
- Titre français : Son Excellence est restée dîner
- Réalisation : Mario Mattoli
- Scénario : Roberto Gianviti et Vittorio Metz
- Montage : Gisa Radicchi Levi
- Musique : Gianni Ferrio
- Photographie : Alvaro Mancori
- Production : Isidoro Broggi et Renato Libassi
- Société de production : D.D.L.
- Société de distribution : Astoria Distribuzione
- Pays d'origine : Italie
- Format : Noir et blanc
- Genre : Comédie
- Durée : 101 minutes
- Dates de sortie : 
  -  Italie : 1961

## Distribution
- Totò : Biagio Tanzarella
- Ugo Tognazzi : Ernesto
- Virna Lisi : Silvia
- Lauretta Masiero : Lauretta
- Lia Zoppelli : comtesse Clara Bernabei
- Raimondo Vianello : le ministre
- Francesco Mulè : l'inspecteur
- Vittorio Congia : le secrétaire du ministre
- Pietro De Vico : le serveur
- Mario Siletti : le comte Tommaso Bernabei
- Nando Bruno : l'aubergiste
- Anna Campori : la femme de l'aubergiste
- Ignazio Leone : Gennarino